# Eleccions legislatives albaneses de 1992
Les eleccions legislatives albaneses de 1992 se celebraren el 26 i 29 de març de 1992 per a renovar els 140 diputats de l'Assemblea de la República d'Albània. El Partit Democràtic d'Albània va assolir una majoria aclaparadora i el seu cap Alexander Meksi fou nomenat primer ministre d'Albània, iniciant així una nova etapa política a Albània.

## Resultats
Resultats de les eleccions a l'Assemblea de la República d'Albània de 29 de març de 1992.
| Partit Democràtic d'Albània (Partit Demokratike e Shqipërisë)                     |           | 62,0 | 86  |
| Partit Socialista d'Albània (Partia Socialiste e Shqipërisë)                      |           | 27,1 | 38  |
| Partit Socialdemòcrata d'Albània (Partia Socialdemokrate e Shqipërisë)            |           | 4,0  | 6   |
| Partit Aliança Democràtica (Partia Aleanca Demokratike)                           |           | 4,0  | 6   |
| Partit per la Unitat dels Drets Humans (Partia Bashkimi për të Drejtat e Njeriut) |           | 1,0  | 2   |
| Partit Republicà d'Albània (Partia Republikane e Shqipërisë)                      |           | 0,7  | 1   |
| Unió Socialdemòcrata d'Albània (Unioni Sociakdemokrate e Shqiperisë)              |           | ?    | 1   |
| Total                                                                             | 1.830.000 | 100% | 140 |
| Font: Eleccions parlamentàries a Albània, Kuvendi Popullor, 1992                  |           |      |     |